# Stadtarchiv Cuxhaven

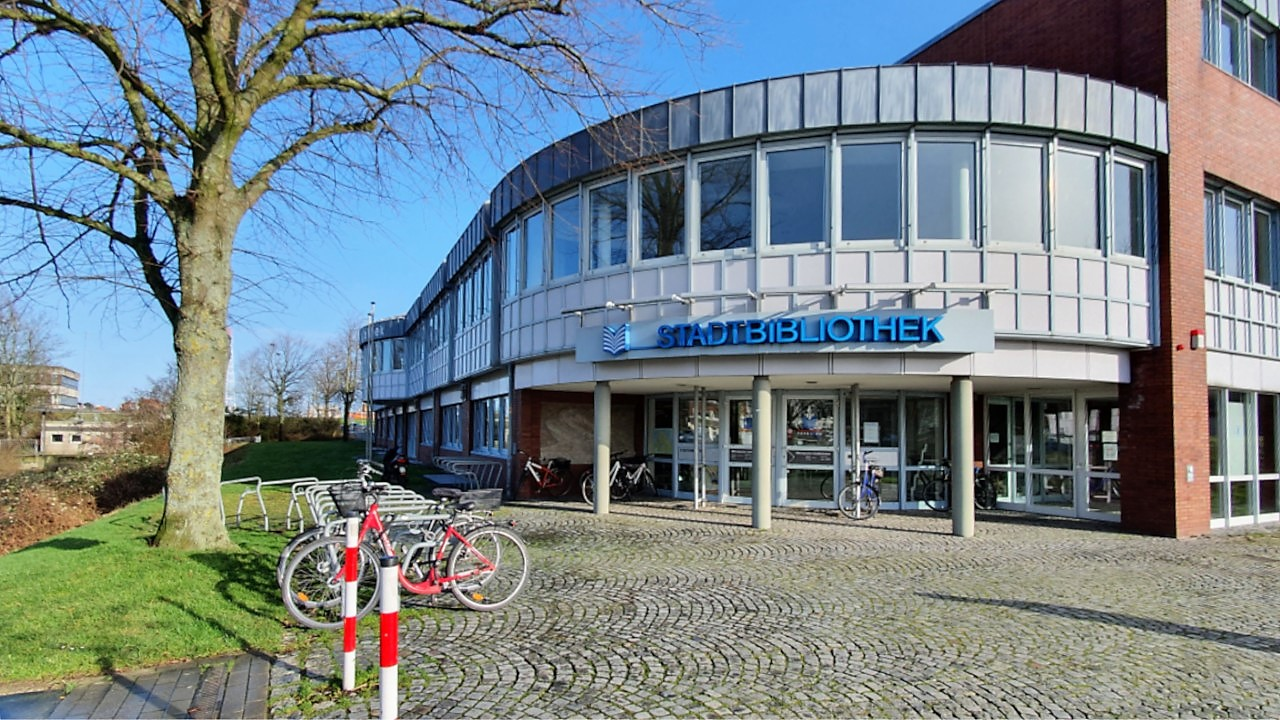
Eingang zum Stadtarchiv und zur Stadtbibliothek

Das Stadtarchiv Cuxhaven in Cuxhaven, Kapitän-Alexander-Straße 1 am Schleusenpriel, früher Altenwalder Chaussee 2b, wurde als Archiv 1734 erwähnt.

## Geschichte
1734 wurde anlässlich eines Besuchs von Hamburgs Senator Barthold Heinrich Brockes erstmals von einem Archiv in Ritzebüttel berichtet, das schon zuvor bestanden hatte. Die ältesten Stücke des Archivs sind aus dem 15. Jahrhundert, das Älteste von 1455. Das Archiv befand sich 1734 im Obergeschoss der Alten Wache am Eingang zum Schlossgarten. Nur wenige Personen hatten Zugriff auf das Archiv u. a. der Amtmann und der Gerichtsschreiber als Leiter des Archivs. Es umfasste zunächst rechtlich relevante Behördenschriften und Akten. 1744 wurde die Instruction das aldasige Archiv betreffend erlassen. Im 18. Jahrhundert war ein Schwerpunkt der Arbeit die Herstellung sogenannter Repertorien (Fundbücher). Das „… Archiv [wurde] durch den hier 1775 gewesenen fürchterlichen Brandt grössestentheils in gäntzliche Unordnung gesetzet …“ Größere Schäden am Archivgut scheinen jedoch nicht entstanden zu sein.
Von um 1811 bis um 1915 – während der Franzosenzeit  – wurde das Archivgut bei der Kirche in Groden ausgelagert. Reformen aus dieser Zeit sahen vor, dass Archive auch allen interessierten Bürgern frei zugänglich seien sollte und nicht nur rein rechtliche Akten aufbewahrt werden sollten, sondern auch historische, wissenschaftliche oder künstlerische Dokumente. Es gründeten sich Gesellschaften und Heimatvereine, deren Archivgut später in den Sammlungsbeständen des Archivs aufgenommen wurden.
Die Vereine drängten die Stadt Cuxhaven Archivpfleger
zu beauftragen, die das Archiv betreuten. Das Archiv erhielt 1935 Räume im Rathaus. Nach dem Groß-Hamburg-Gesetz kamen die Akten des Amt Ritzebüttels nach Hamburg, die in den 1990er Jahren vom Staatsarchiv Hamburg an das Stadtarchiv abgegeben wurden.
Nach dem Zweiten Weltkrieg war das Stadtarchiv in der Bleickenschule, dann in der Gorch-Fock-Schule untergebracht und ab den 1980er Jahren bis 2016 in dem Gebäude an der Altenwalder Chaussee 2b. 2016 zog das Archiv in das ehemalige LZB-Gebäude in der Kapitän-Alexander-Straße um; auch Standort der Stadtbibliothek Cuxhaven.

## Aufgaben
„Das Stadtarchiv hat die Aufgabe, sämtliches Schriftgut der städtischen Verwaltung, das aus rechtlichen Gründen oder wegen seines historischen Wertes von Bedeutung ist, aufzubewahren.“ Zudem hat das Archiv eine Reihe stadtgeschichtlich relevante (auch private) Sammlungen von Dokumenten, Fotos, Zeitungen oder Nachlässen. Alle Bürger sind berechtigt, das Archivgut im Lesesaal mit 10 Plätzen kostenlos zu benutzen; sie werden dabei beraten. Beauftragte Recherchen durch das Archiv sind kostenpflichtig. Das Archiv ist aktiv an der geschichtlichen Forschung beteiligt. Es informiert durch Publikationen, Ausstellungen oder Vorträge.
In über zwei Regalkilometern wird das Archivgut mit über 260.000 Verzeichnungseinheiten (2020) aufbewahrt. Der Bestand gegliedert u. a. nach der Stadt, dem Amt Ritzebüttel, einigen älteren Stadtteilen, der Genealogie, Karten und Pläne, Zeitungen, Bücher und Periodika, Bilder und Fotos sowie privater Sammlungen und Nachlässen.
Leiter des Stadtarchivs war bis 2023 Friedhelm Gleiß.